# Marjan Jereb
Marjan Jereb, slovenski zdravnik in politik, * 5. oktober 1930, † 23. januar 2017.
Med 27. februarjem 1997 in 7. junijem 2000 je bil minister za zdravstvo Republike Slovenije.